# Bowlesia palmata
Bowlesia palmata är en flockblommig växtart som beskrevs av Hipólito Ruiz López och Pav.. Bowlesia palmata ingår i släktet drusor, och familjen flockblommiga växter. Inga underarter finns listade i Catalogue of Life.